# 巫丹
巫 丹（ふ たん, 1968年1月13日 - ）は、中国の元女子バレーボール選手である。身長177cm。四川省内江市出身。

## 来歴
12歳の時に本格的にバレーを始め、1985年で中国代表に選出された。オリンピックには1988年、1992年、2000年の3回出場した。
1992年のバルセロナオリンピックでは、7月31日のオランダ戦後に行われたドーピング検査で陽性反応が出たため、その後の試合からは除外され、3ヶ月の出場停止処分を受けた。
1999年からはイタリアに渡り、セリエAでプレーした。

## 球歴
- 1985年: ワールドカップ（1位）
- 1986年: 世界選手権（1位）
- 1988年: ソウル五輪（銅メダル）
- 1989年: ワールドカップ（3位）
- 1990年: 世界選手権（2位）
- 1991年: ワールドカップ（2位）
- 1992年: バルセロナ五輪（7位）
- 2000年: シドニー五輪（5位）

## 所属クラブ
- Medinex Reggio Calabria（1999-2000年）
- ベルガモ（2001-2002年）
- Monte Schiavo Banca Marche Jesi（2003-2004年）